# Куницкая, Анна Григорьевна
Анна Григорьевна Куницкая (24 мая 1915 — май 2004) — передовик советского сельского хозяйства, главный зоотехник конезавода № 18 Порховского района Псковской области, Герой Социалистического Труда (1966).

## Биография
Родилась в 1915 году в селе Рожки (ныне Белоцерковского района Киевской области, до 2020 года Таращанского района). Украинка.
В 1938 году закончила обучение в Пятигорском коневодческом институте и получила диплом зоотехника. Трудоустроилась на Дубровский конный завод в Полтавской области. В дальнейшем работала на конном заводе № 107 в Курской области, на заводе № 16 в Дорогобужском районе Смоленской области. Именно в Смоленской области её застала Великая Отечественная война. Вместе с советскими войсками отступала на восток спасая имущество и племенных лошадей. После освобождения района вернулась работать на конный завод № 16, а в 1947 году была направлена на конный завод № 155 в Советском районе Калининградской области.
В апреле 1950 года была назначена старшим, а затем главным зоотехником конного завода № 18 в деревне Волышёво Псковской области. Активно занималась разведение чистопородных рысистых лошадей. В конном заводе трудом и талантом А. Куницкой был создан уникальный маточный состав. Анна Григорьевна — крупный авторитет в области селекции, она друг всех конников, её лошади выступали в Москве и Киеве, Таллинне и Перми, Одессе и Пскове и все наездники называли её «мама», и она заслужила это имя.
Под её руководством было создано и племенное стадо крупного рогатого скота. Достигнута высокая производительность продукции животноводства. В 1964 году средней надой от одной коровы составил 4489 килограммов молока, а в 1965 — 4712. Хозяйство ежегодно перевыполняло план продажи продукции животноводства государству.
Указом Президиума Верховного Совета СССР от 22 марта 1966 года за достигнутые успехи в развитии животноводства, увеличении производства и заготовок мяса, молока, яиц, шерсти и другой продукции Анне Григорьевне Куницкой было присвоено звание Героя Социалистического Труда с вручением ордена Ленина и медали «Серп и Молот».
Продолжала работать в хозяйстве до 1994 года, после этого вышла на пенсию.
Последние годы жизни проживала в деревне Волышёво Псковской области. Умерла в мае 2004 года.

## Награды
- золотая звезда «Серп и Молот» (22.03.1966)
- орден Ленина (22.03.1966)
- Заслуженный зоотехник РСФСР (1964)
- другие медали.